# Peder Jakobsson
Peder Jakobsson, död 18 februari 1527, var en svensk katolsk präst, biskop av Västerås stift (1523) och kansler. Han avrättades den 18 februari 1527 på befallning av Gustav Vasa.
I Peder Svarts krönika kallas han nedsättande för Peder Sunnanväder. 

## Biografi
Inget om Peder Jakobssons härstamning är känt. Då han första gången omtalas 1500 var han dock kyrkoherde i Burs socken och kallas 1514 i en påvlig skrivelse Petrus Guto vilket kan tyda på att han var gotlänning. 1504 blev han kaplan hos Svante Nilsson och troligen 1505 (senast 16 januari 1506) kansler hos riksföreståndaren. 1505 var han prebendat vid Sankt Nicolai kyrka i Stockholm, 1506 kanik i Linköping, var 1510-1520 kyrkoherde i Stockholm och blev 1515 dekan i Västerås stift. Han hade en central roll i Svante Nilssons kansli och av brev till honom verkar ha förutsatts kunna påverka riksföreståndaren. Han var dock inte den främste rådgivaren, den rollen hade Hemming Gadh. Under Sten Sture den yngre fortsatte Peder Jakobsson som kansler och fick ett större inflytande, även om Hemming Gadh fortfarande var betydelsefull. Av ett brev från ärkebiskopen Jakob Ulfsson till Hemming Gadh verkar det som Peder Jakobsson främst försökte se till allmogens önskemål medan Hemming Gadh i högre grad var intresserad av förhandlingar med företrädare för de viktigare adelsätterna i Sverige.
När Kristian II besegrade Sten Sture den yngre våren 1520, hade dennes åttaårige son Nils Stensson Sture förts i säkerhet till Gdańsk med kanslern Peder Jakobsson som följeslagare. Peder Jakobsson försökte sedan få hjälp från den polske kungen och de preussiska handelsstäderna mot Kristian II. Peder Jakobsson, som var en av få gamla stureanhängare från den inre kretsen som Kristian inte avrättat, anslöt sig sedan till Gustav Vasas uppror. Gustav Vasa hade under upproret mot Kristian II betecknat sig som en efterföljare till sturarna. Peder Jakobsson deltog liksom andra stureanhängare i Gustav Vasas uppror. 
Peder Jakobsson blev utnämnd till biskop i Västerås 1523 och blev också medlem i riksrådet. Efter intåget i Stockholm vid midsommar 1523 höll Peder Jakobsson ett hyllningstal till Gustav Vasa i Storkyrkan. Han blev tämligen omgående relativt ensam som gammal Stureanhängare och som följeslagare från upproret bland kungens män, då Gustav Vasa utsåg män som i det längsta varit Kristians medlöpare till sina rådgivare. Då Peders förtrogne Knut Mikaelsson, kallad Mäster Knut, enhälligt blev vald till ärkebiskop sommaren 1523, motsatte sig Gustav Vasa valet och ärkebiskopen fick avsäga sig värdigheten. Istället beordrades domkapitlet att välja Johannes Magnus, som precis återvänt från Rom för att som påvlig legat bekämpa den spirande lutherdomen. 
Peder Jakobsson gav uttryck för sitt missnöje i några brev till sina vänner. Breven blev uppsnappade av kungen, som såg till att avsätta honom som biskop i Västerås.       
Tillsammans med Knut Mikaelsson startade han i Dalarna vintern 1524–1525 en hätsk agitation mot Gustav Vasa, se dalupproren. Agitationen gjorde dock inget större intryck förutom i några bondsocknar i norra Dalarna. Under sommaren 1525 flydde han till Norge, men återvände efter några månader till Sverige med löfte om fri lejd. 
Gustav Vasa bröt dock sitt lejdlöfte och ställde Peder Jakobsson inför rätta. Rättegången mot herr Peder hölls i Uppsala och slutade med att han avrättades den 18 februari 1527.
Gustav Vasa skrev i december 1524 ett brev till dalkarlarna där han ömsom vädjar och ömsom varnar dem för förrädare som Peder Jakobsson. Ett utdrag:
| ” | Käre vänner, som vi skrivom eder till for några dagar sidan om herr Peder kanceler, som här havar rympt sin borgan och givit sig upp till eder i then akt att han gärna stämplade oss något ont på med någon lygnaktug stycke, som han somligom utav eder föregivit haver, sva hoppas oss dock och intit tvivlar, att han thess med eder ingen makt hava skall. I äre the samma som först inträdde med oss, thå vi oss företogom näst Guds, eders och all Sverigis allmogis hjälp att forstyra then omilla k(onung) Krist(iern), och have thärmed, Gud tess lovad, god framgång haft, så att vi alle fri och säker vordne äre till vår hals för samma k(onung) K(ristiern) och hans parti, som edra forfädra i Dalerna alltid i fortiden gjort hava, att the theris rätte herre och sitt fädernes rike have bestånduge varit som ärlige tro dandemän. Och är for then skuld ingelunda troandis, att I för en sådan ordlös man skull, som for(nämn)da herr Peder är, vilje få eder och edra epterkommande itt annat rykte, än edra forfädra haft for eder (---) Ju förra thet kan ske ju bätter thet är, till att stilla thet rykte, som elles måtte föras kring om landit och thärmed väl in i annor stämplare, oss under ögonen, thär något ont av formodandis vore. | „ |